# Henri Focillon
Henri Focillon (* 7. September 1881 in Dijon; † 3. März 1943 in New Haven, Connecticut) war ein französischer Kunsthistoriker und Hochschullehrer.

## Biographie
Henri Focillon war Sohn des französischen Künstlers Victor Louis Focillon. Er studierte an der Sorbonne bei Henry Lemonnier Kunstgeschichte und wurde 1918 promoviert. Daraufhin wurde er Professor für Kunstgeschichte an der Universität Lyon als Nachfolger des Kunsthistorikers  Émile Bertaux und Direktor des Musée des Beaux-Arts in Lyon. Es folgte 1921 die Heirat mit Marguerite Castell.
Vier Jahre später wechselte er an die Sorbonne in Nachfolge Émile Mâles. Ab 1938 lehrte er am Collège de France in Paris. Ab 1937 hatte er Gastdozenturen an der Yale University in den Vereinigten Staaten inne, wo er nach seiner Emigration 1940 blieb. Er war Gründungsmitglied und Direktor der 1942 neugegründeten École libre des hautes Études in New York. Die Königlich Niederländische Akademie der Wissenschaften nahm ihn 1939 als auswärtiges Mitglied auf.
Focillons thematisches Spektrum umfasst sowohl die Kunst des Mittelalters als auch das Medium der Druckgraphik. Er beschäftigte sich zudem mit außereuropäischer Kunst, etwa dem japanischen Künstler Hokusai und buddhistischer Kunst.
Zu seinen Schülern gehörten u. a. Jurgis Baltrušaitis, André Chastel, René Huyghe, Germain Bazin und George Kubler. Nach ihm ist die französische bourse Focillon benannt, die jährlich vergeben wird.

## Schriften (Auswahl)
- Benvenuto Cellini, Paris: Laurens, 1911.
- Hokusaï, Paris: Éd. Felix Alcan, 1914.[4]
- Giovanni Battista Piranesi (1720–1778), Paris: Laurens, 1918.
- Technique et sentiment. Études sur l’art moderne, Paris: Laurens, 1919.[5] Folgeauflage: Paris: Société de propagation des livres d’art, 1932
- Le Musee de Lyon: Peintures. Paris: Laurens, 1924.
- L’Art bouddhique
- Raphaël, Paris: Éd. Nilsson, 1926.[6]
- L’art des sculpteurs romans: Recherches sur l’histoire des formes, Paris: Leroux, 1931.
- Vie des formes (1934)[7] Neuauflage: Vie des formes: suivi de Éloge de la main. Paris: Pr. Univ. de France, 1988.
  - Italienische Übersetzung: Vita delle forme, Milano: Minuziano, 1945.
  - Deutsche Übersetzung: Das Leben der Formen. Steidl Verlag, Göttingen 2019, ISBN 978-3-95829-589-6.
- Éloge de la main 
  - Lob der Hand. L.S.D., Göttingen 2017, ISBN 978-3-95829-378-6.
- Guide de l’exposition d’art populaire baltique: Estonie, Lettonie, Lituanie; Musée d’ethnographie du Trocadéro, Museum national d’histoire naturelle, Paris, 1935. Paris: Éd. Step, 1935.
- Art d’Occident: Le Moyen Âge roman et gothique, Paris: Colin, 1938.
- Peintures romanes des églises de France, Paris: Hartmann, 1938.
- Moyen Âge: survivances et réveils, New York: Brentano's, 1943.
- Posthum von Hélène und Jurgis Baltrušaitis herausgegeben:[8]
- Piero della Francesca: avec 52 figures dans le texte et 28 planches hors texte. Paris: Colin, 1952.
- L’ an mil, Paris: Colin, 1952.
  - Das Jahr Tausend. Grundzüge einer Kulturgeschichte des Mittelalters. Herausgegeben und kommentiert von Gottfried Kerscher. Aus dem Franz. von Nathalie Groß. Darmstadt: WBG, 2012. ISBN 978-3-534-23903-0.